# Antekana
Antekana ist ein Ort mit einer Landfläche von 0,11 km² im nördlichen Teil des pazifischen Archipels der zum Inselstaat Kiribati gehörenden Gilbertinseln nahe dem Äquator. 2020 wurden 186 Einwohner gezählt.

## Geographie
Antekana liegt im Süden des Atolls Butaritari nahe beim Flugplatz Butaritari. Der Ort ist durch eine Straße mit Taubukinmeang im Südwesten und Tabonuea im Nordosten verbunden.

## Klima
Das Klima ist tropisch heiß, wird jedoch von ständig wehenden Winden gemäßigt. Ebenso wie die anderen Orte der nördlichen Gilbertinseln wird Antekana gelegentlich von Zyklonen heimgesucht.